# Яремак Марія Зіновіївна
Ярема́к Марія Зінові́ївна (нар. 7 квітня 1997, Оболоння) — українська композиторка, піаністка, аранжувальниця, нотна редакторка. Брала участь у кількох сотнях концертів, міжнародних та національних проєктах (зокрема пісенний конкурс «Євробачення»), працювала з митцями, оркестрами та фільмами в Європі, Америці та Україні. Після 24 лютого 2022 року виконала / співорганізовувала більше 40 благодійних концертів на підтримку України в різних країнах (Велика Британія, Франція, США, Ірландія). На своїх подіях виконує авторську музику та аранжування давніх етнічних українських мелодій у стилі фентезі. Роботи, які вона створила для мистецьких колаборацій під час війни, зібрали кілька мільйонів переглядів у соціальних мережах.

## Життєпис
Закінчила Львівський державний музичний ліцей імені Соломії Крушельницької (2012—2014). Опісля вступила у Львівську національну музичну академію ім. М. Лисенка, де навчалася на фортепіанному факультеті. Через запалення м'язів рук вирішила перевестися після першого курсу на факультет теоретико-композиторський у клас Богдани Фроляк (2014—2018).
Свій професійний шлях композиторка починала з оцифрування партитур закордонних та українських композиторів, зокрема Мирослава Скорика, у співпраці із Львівською філармонією[первинне джерело]. За короткий час вона вже була запрошена до великих оркестрових проєктів, таких як Cadenza European Art Productions, Lviv Orchestra Fashion, Leopolis Jazz Fest, Lviv MozArt.
Після початку російського вторгнення в Україну композиторка втратила свої основні музичні проєкти. Згодом вона отримала запрошення поїхати на студію звукозапису у Велику Британію по програмі «Homes for Ukraine». Щоб мати засоби для існування, у перші місяці Марії довелося працювати в юридичній фірмі, аби заробити гроші на їжу та одяг[неавторитетне джерело]. Тоді ж композиторка об'єднала свої зусилля з учасницею «Голосу країни» Ізабеллою Іващенко, з якою разом жила на студії в британській сім'ї. Дівчата створили документальний перформанс про Україну «Sound of Ukraine», який поєднує в собі історії людей, відеоряди, авторську музику та візуал, аби привернути увагу до подій в Україні.
За більш ніж 20 концертів у Великій Британії вони пройшли шлях від маленького села Тебворт з 50 людьми до виступу в кафедральному соборі Сент-Олбанс, а також спеціальної благодійної події за участі Британської королівської сім'ї — Герцога Единбурзького, сина королеви Єлизавети II. За цей час дівчатам вдалось закрити багато волонтерських потреб, а також фінансово підтримати відновлення будинків для сімей, які втратили дім, співпрацюючи з британською благодійною організацією Rotary Club.
2023 року стала однією з 15-ти послів британської організації «Creative Youth»[первинне джерело], меценатом та президентом якого є Герцог Единбурзький. Того ж року виграла грант на навчання у Східноєвропейській Музичній Академії.
Впродовж червня-липня 2023 року працювала над партитурою нового саундтреку до фільму «Земля» Олександра Довженка у співпраці з композитором Люком Кораддіні. Прем'єра фільму відбулась 23 липня 2023 року у Academy Museum у Голлівуді.
7 жовтня 2023 року виступала із Греммі-переможцями на одній сцені під час номінації на посла доброї волі ООН американського композитора Кіма Шарнберга в Коннектикуті[неавторитетне джерело].
У листопаді 2023 року Марія посіла 2-ге місце у сьомому європейському конкурсі із виробництва 3D-аудіо за свою композицію «Якби дерева мали голос» у категорії: аудіодрама / документальний фільм / звукові пейзажі[неавторитетне джерело].
24 лютого 2024 року виконала власні твори та обробки давніх українських мелодій у стилі фентезі на благодійній події, присвяченій другій річниці війни в Україні, в Батському абатстві.
2024 року Марія була номінована на щорічну премію «Women in Arts. The Resistance» Українським інститутом та ООН Жінки в Україні в категорії «Жінки у музиці» разом із Джамалою та Христиною Далецькою.

### Оркестрові аранжування

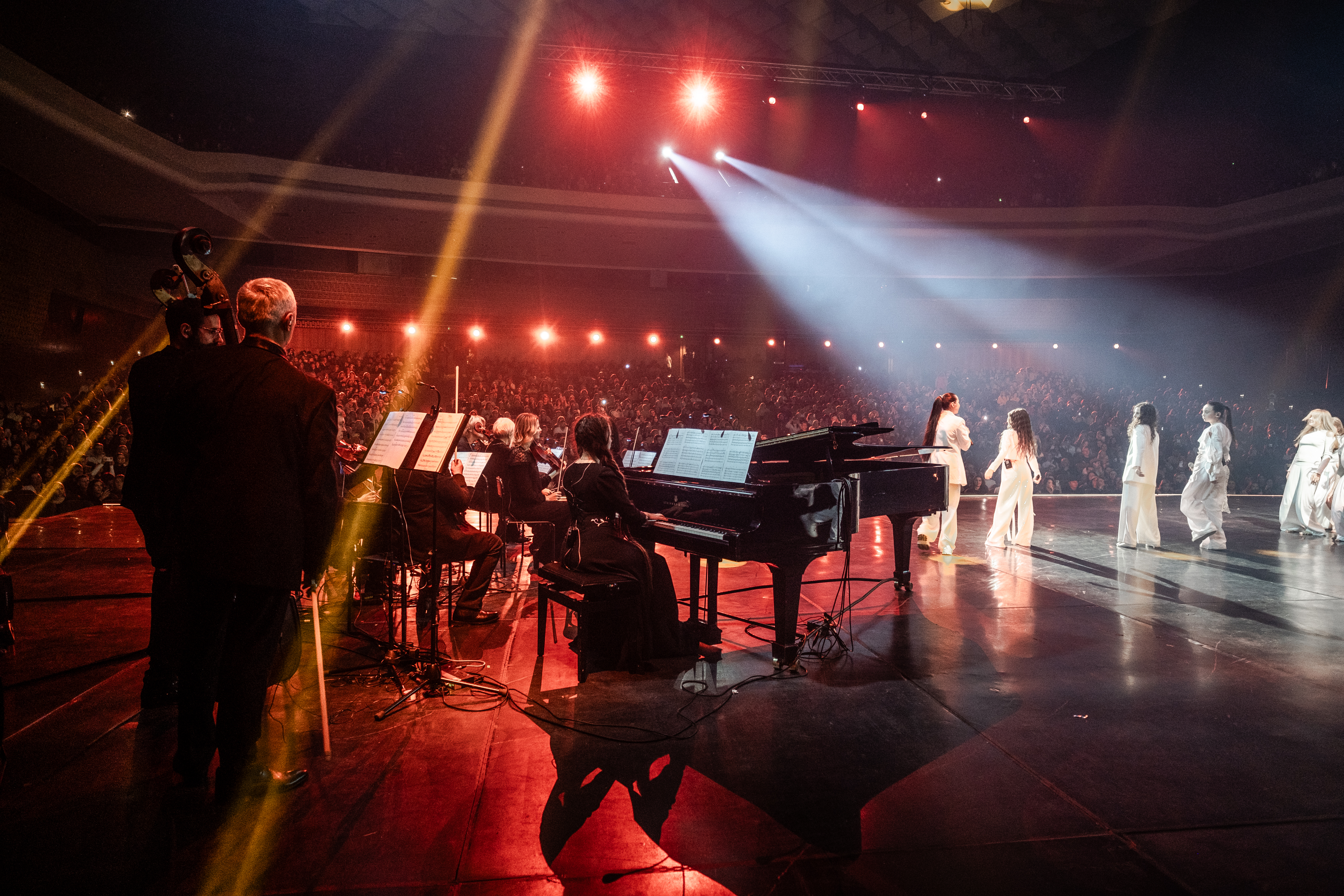
Музична церемонія Muzvar-2024

Впродовж 2018—2023 року Марія успішно співпрацювала з нідерландською музичною агенцією «Cadenza European Art Productions». У рамках цієї співпраці вона займається створенням партитур для великого симфонічного оркестру, працює з хором, виконує роль нотного редактора. Всі проєкти успішно реалізовують у межах туру містами Нідерландів. Загалом відбулось уже понад 60-ти подій, до деяких Марія долучилася також як піаністка.
8 вересня 2021 року у Львові відбувся експериментальний музично-модний показ Lviv Fashion Orchestra нової колекції дизайнерки Марти Ваххольц, де композиторка працювала над створенням музики, укладала оркестрові партитури за супроводу симфонічного оркестру «INSO-Львів» разом із Марією Олійник, Уляною Горбачевською та Михайлом Балогом.
Працює над нотними партитурами до Опери-міф «Ukraine — Terra Incognita», яка поєднує архаїчний спів давніх українських пісень, симфонічну музику, фрі-джаз, відео-арт. Робота досі триває.
Марія — співаранжувальниця пісні «Колискова» Марини Круть для Євробачення-2022 та автор оркестрової версії її композиції «Скажи мені, Боже»[неавторитетне джерело], яка швидко стала популярною в Інтернеті.

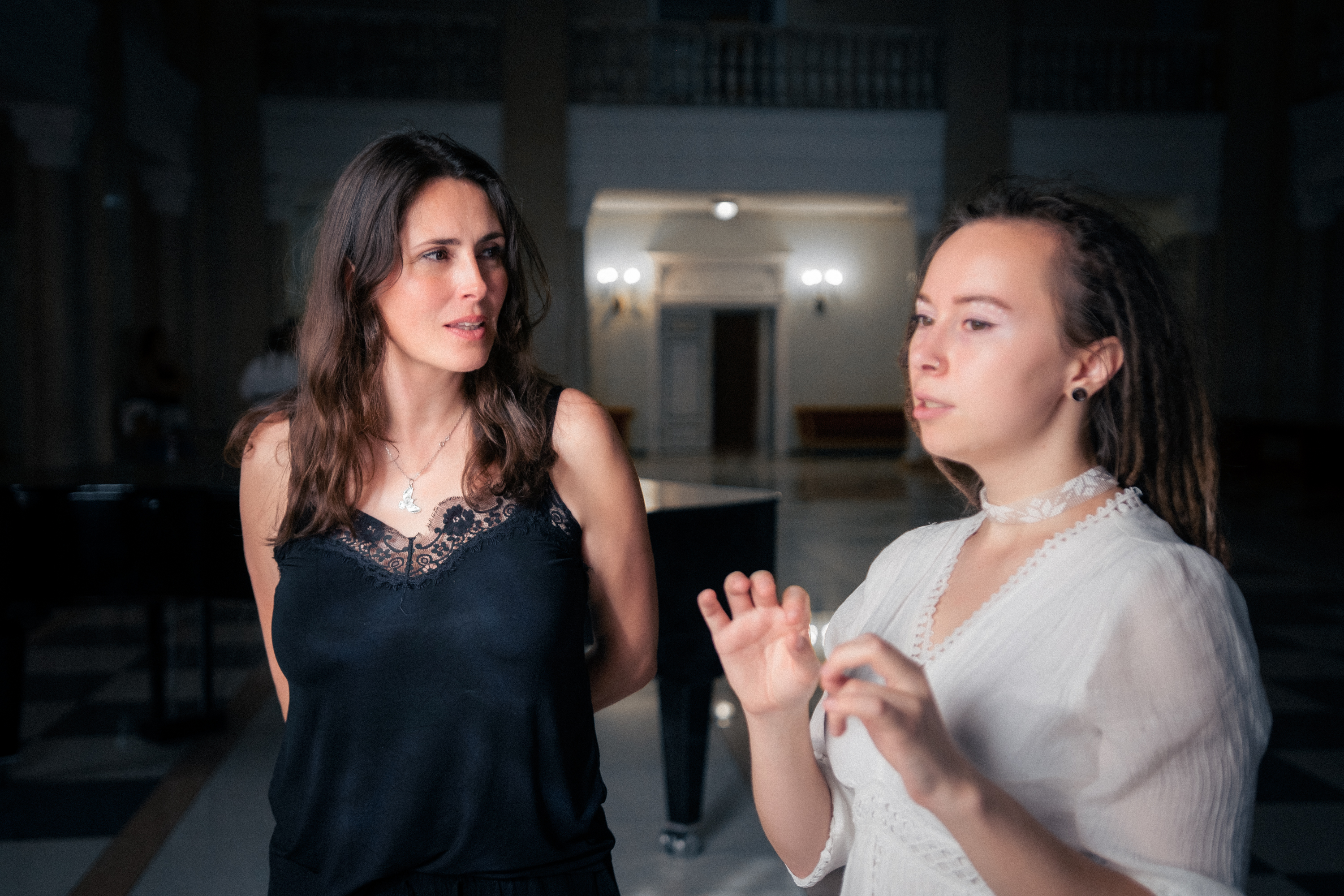
Марія Яремак та Шарон ден Адель під час спільної репетиції до Atlas-2024

Створювала оркестрові партитури Гімну України для великого благодійного концерту 30 березня 2022 року з участю української співачки Тіни Кароль та оркестру «INSO-Львів» у театрі музики ROMA, Варшава.

У 2024 році створювала аранжування для концертного шоу вокалістки гурту Within Temptation Шарон ден Адель на фестивалі Atlas United, в якому брала участь як композиторка та піаністка, спільно з LUMOS Orchestra та хором "Євшан".
У жовтні та листопаді 2024 року Марія Яремак створила оркестрові аранжування для музичної премії MUZVAR AWARDS , яка відбулась 2-го грудня. Вона працювала з провідними українськими артистами, включаючи Alyona Alyona, створивши нові версії їхніх композицій. Особливим моментом стало оркестрове оформлення фінальної ноти треку «Тато», яка стала символом завершення її частини роботи.
Попри складні умови репетицій через перебої зі світлом і обстріли, проєкт був успішно реалізований. Марія назвала премію викликом і водночас можливістю створити щось унікальне, що об’єднує музику та зусилля багатьох людей в умовах війни.

### Виступ із «Щедриком» у Лондоні
У грудні 2024 року Марія Яремак стала частиною спеціальної різдвяної програми "Ukrainian Carols Of Hope", організованою Campaign for Ukraine. Захід відбувся на вокзалі Сент-Панкрас у Лондоні, де прозвучали українські мелодії у власному аранжуванні Марії («Щедрик», «Подоляночка», «Іванку», «Котику сіренький», «Ой у вишневому саду») на легендарному піаніно Елтона Джона, а також авторські композиції самої Марії .
Під акомпанемент її творів британська акторка Крістін Мілворд (Kristine Milward) виконала вірші Вікторії Амеліної та Максима Кривцова. Почесним гостем програми став актор і письменник Стівен Фрай (Stephen Fry), який також виступив під час заходу . Подія була неодноразово висвітлена в ефірі новин світового BBC.

### Музика до кінофільмів, рекламних роликів та вистав
Марія створює композиції для широкого спектра проєктів. Її роботи звучать у рекламному сегменті, новинах, театральних виставах та фільмах, серед яких:
- 5 документальних фільмів про Дмитра Бортнянького — «Невідомий Бортнянський» (реж. Роман Дзундза)[30][неавторитетне джерело]
- «Кирило Стеценко. Милість миру» (реж. Роман Дзундза)[31]
- Короткометражний відеовірш «Коріння» (реж. Олександра Комісарова)[32][неавторитетне джерело]
- «13-й автобус» (реж. Олександр Безручко) спільно з компанією OLI Music (за підтримки ДержКіно України)[33]
- вистава «De Forma» (реж. Марія Бакало)
- короткометражний анімаційний фільм «Stewart The Cat» (США)
- звукорежисерка короткометражного фільму «Пляма» (реж. Наталія Шинкаренко)
- музика для рекламної компанії «Young and Hungry production»
- музика до короткометражного фільму «Громовиця Вогняна!» (2019)[34][35][неавторитетне джерело]
- музика до короткометражного фільму «Перелесник» (2024)[36]

### Мистецькі колаборації та авторські проєкти
Марія Яремак є засновницею та ідейницею таких проєктів як «Музичний відеопортрет», через який передає портрет особистості через візуал та мову звуків; та «Як звучить світ» — проєкт про створення композицій на основі рефлексій з життєвих моментів, опис музикою локацій та ландшафтів із використання живих звуків, записаних у тих місцях та вплетених у мелодію й відеоряд.
Окрім цього, у співпраці з хореографкою Марією Бакало у межах проєкту із сучасного танцю «Слухай тілом» було записано 8 аудіоуроків по 45 хвилин авторської музики[неавторитетне джерело][первинне джерело].